# フィリップ・ル・スール
フィリップ・ル・スール（Philippe Le Sourd）は、フランスの撮影監督である。ニューヨークを拠点に活動している。
パリ出身。パリ第3大学で映画を学んだ。写真家の助手を務めたのち、ダリウス・コンジの撮影助手として『デリカテッセン』や『ロスト・チルドレン』などに参加した。『プロヴァンスの贈りもの』や『7つの贈り物』、『グランド・マスター』などで撮影監督を務めている。

## フィルモグラフィー

### 長編映画
- パリの確率 Peut-être （1999年）
- エイリアンVSヴァネッサ・パラディ Atomik Circus, le retour de James Bataille （2004年）
- プロヴァンスの贈りもの A Good Year （2006年）
- 7つの贈り物 Seven Pounds （2008年）
- グランド・マスター 一代宗師 （2013年）
- The Beguiled/ビガイルド 欲望のめざめ The Beguiled （2017年）
- ソフィア・コッポラの椿姫 La Traviata （2017年）
- オン・ザ・ロック On the Rocks (2020年)
- プリシラ Priscilla (2023年)

## 受賞
- 2013年 - 第50回金馬奨 - 撮影賞（『グランド・マスター』）[4]
- 2013年 - 第56回アジア太平洋映画祭 - 撮影賞（『グランド・マスター』）[5]
- 2014年 - 第8回アジア・フィルム・アワード - 撮影賞（『グランド・マスター』）[6]
- 2014年 - 第33回香港電影金像奨 - 撮影賞（『グランド・マスター』）[7]
- 2014年 - 第4回北京国際映画祭 - 撮影賞（『グランド・マスター』）[8]